# 池田町 (北海道)
池田町（いけだちょう）は、北海道十勝総合振興局管内の中川郡にある町。町営でブドウ栽培・ワイン醸造を行っており、「ワインの町」として知られている。

## 地理
十勝総合振興局管内東部に位置。十勝平野の東縁にあたり、平坦な土地が多く目立った山はない。南西の幕別町との境界を十勝川が流れ、その支流である利別川が町域中央を南北に貫流する。十勝川の河道が切り替えられるまでは池田町の中心市街付近で利別川と合流しており、明治時代には河港として栄えていた。
- 山:
- 河川: 十勝川、利別川
- 湖沼:

## 気候
ケッペンの気候区分によると、池田町は湿潤大陸性気候に属する。寒暖の差が大きく気温の年較差、日較差が大きい顕著な大陸性気候である。降雪量が多く、豪雪地帯に指定されている。冬季は-25℃前後の気温が観測されることが珍しくなく、寒さが厳しい。
| 池田（1991年 - 2020年）の気候      | 池田（1991年 - 2020年）の気候 | 池田（1991年 - 2020年）の気候 | 池田（1991年 - 2020年）の気候 | 池田（1991年 - 2020年）の気候 | 池田（1991年 - 2020年）の気候 | 池田（1991年 - 2020年）の気候 | 池田（1991年 - 2020年）の気候 | 池田（1991年 - 2020年）の気候 | 池田（1991年 - 2020年）の気候 | 池田（1991年 - 2020年）の気候 | 池田（1991年 - 2020年）の気候 | 池田（1991年 - 2020年）の気候 | 池田（1991年 - 2020年）の気候 |
| 月                                 | 1月                           | 2月                           | 3月                           | 4月                           | 5月                           | 6月                           | 7月                           | 8月                           | 9月                           | 10月                          | 11月                          | 12月                          | 年                            |
| ---------------------------------- | ----------------------------- | ----------------------------- | ----------------------------- | ----------------------------- | ----------------------------- | ----------------------------- | ----------------------------- | ----------------------------- | ----------------------------- | ----------------------------- | ----------------------------- | ----------------------------- | ----------------------------- |
| 最高気温記録 °C （°F）             | 6.6 (43.9)                    | 13.1 (55.6)                   | 17.7 (63.9)                   | 31.2 (88.2)                   | 38.8 (101.8)                  | 35.7 (96.3)                   | 37.4 (99.3)                   | 37.1 (98.8)                   | 34.2 (93.6)                   | 28.8 (83.8)                   | 21.6 (70.9)                   | 14.4 (57.9)                   | 38.8 (101.8)                  |
| 平均最高気温 °C （°F）             | −2.0 (28.4)                   | −0.7 (30.7)                   | 4.2 (39.6)                    | 11.5 (52.7)                   | 17.2 (63)                     | 20.3 (68.5)                   | 23.5 (74.3)                   | 24.8 (76.6)                   | 21.9 (71.4)                   | 15.8 (60.4)                   | 8.3 (46.9)                    | 0.6 (33.1)                    | 12.1 (53.8)                   |
| 日平均気温 °C （°F）               | −8.2 (17.2)                   | −6.9 (19.6)                   | −1.3 (29.7)                   | 4.9 (40.8)                    | 10.4 (50.7)                   | 14.2 (57.6)                   | 18.0 (64.4)                   | 19.4 (66.9)                   | 16.0 (60.8)                   | 9.3 (48.7)                    | 2.5 (36.5)                    | −5.0 (23)                     | 6.1 (43)                      |
| 平均最低気温 °C （°F）             | −15.4 (4.3)                   | −14.4 (6.1)                   | −7.4 (18.7)                   | −1.2 (29.8)                   | 4.3 (39.7)                    | 9.4 (48.9)                    | 13.9 (57)                     | 15.4 (59.7)                   | 11.2 (52.2)                   | 3.4 (38.1)                    | −2.9 (26.8)                   | −11.3 (11.7)                  | 0.4 (32.7)                    |
| 最低気温記録 °C （°F）             | −28.4 (−19.1)                 | −27.6 (−17.7)                 | −23.1 (−9.6)                  | −11.0 (12.2)                  | −5.3 (22.5)                   | −0.9 (30.4)                   | 5.0 (41)                      | 4.7 (40.5)                    | −0.8 (30.6)                   | −6.5 (20.3)                   | −15.1 (4.8)                   | −23.8 (−10.8)                 | −28.4 (−19.1)                 |
| 降水量 mm （inch）                 | 37.7 (1.484)                  | 26.5 (1.043)                  | 40.0 (1.575)                  | 61.0 (2.402)                  | 87.8 (3.457)                  | 80.5 (3.169)                  | 105.4 (4.15)                  | 135.0 (5.315)                 | 129.2 (5.087)                 | 89.4 (3.52)                   | 49.7 (1.957)                  | 48.8 (1.921)                  | 897.0 (35.315)                |
| 平均降水日数 （≥1.0 mm）           | 4.8                           | 4.2                           | 5.4                           | 8.2                           | 9.2                           | 9.0                           | 10.2                          | 11.3                          | 10.1                          | 8.3                           | 6.8                           | 5.7                           | 93.2                          |
| 平均月間日照時間                   | 181.2                         | 188.1                         | 221.3                         | 193.2                         | 190.7                         | 160.6                         | 131.2                         | 133.8                         | 147.3                         | 172.8                         | 167.5                         | 165.4                         | 2,053.1                       |
| 出典1：Japan Meteorological Agency |                               |                               |                               |                               |                               |                               |                               |                               |                               |                               |                               |                               |                               |
| 出典2：気象庁                      |                               |                               |                               |                               |                               |                               |                               |                               |                               |                               |                               |                               |                               |

## 隣接している自治体
- 十勝総合振興局
  - 中川郡：幕別町、豊頃町、本別町
  - 河東郡：音更町、士幌町
  - 十勝郡：浦幌町

### 人口
| |                                        |  |
| 池田町と全国の年齢別人口分布（2005年） | 池田町の年齢・男女別人口分布（2005年） |  |
| ■紫色 ― 池田町 ■緑色 ― 日本全国 | ■青色 ― 男性 ■赤色 ― 女性              |  |
| 池田町（に相当する地域）の人口の推移 \| 1970年（昭和45年） \| 13,627人 \| \| \| 1975年（昭和50年） \| 12,306人 \| \| \| 1980年（昭和55年） \| 11,902人 \| \| \| 1985年（昭和60年） \| 11,255人 \| \| \| 1990年（平成2年） \| 9,809人 \| \| \| 1995年（平成7年） \| 9,093人 \| \| \| 2000年（平成12年） \| 8,710人 \| \| \| 2005年（平成17年） \| 8,193人 \| \| \| 2010年（平成22年） \| 7,529人 \| \| \| 2015年（平成27年） \| 6,882人 \| \| \| 2020年（令和2年） \| 6,294人 \| \| |                                        |  |
| 総務省統計局 国勢調査より |                                        |  |
| 1970年（昭和45年） | 13,627人                               |  |
| 1975年（昭和50年） | 12,306人                               |  |
| 1980年（昭和55年） | 11,902人                               |  |
| 1985年（昭和60年） | 11,255人                               |  |
| 1990年（平成2年） | 9,809人                                |  |
| 1995年（平成7年） | 9,093人                                |  |
| 2000年（平成12年） | 8,710人                                |  |
| 2005年（平成17年） | 8,193人                                |  |
| 2010年（平成22年） | 7,529人                                |  |
| 2015年（平成27年） | 6,882人                                |  |
| 2020年（令和2年） | 6,294人                                |  |

## 町名の由来
もともと現在の池田市街にあたる十勝川と利別川の旧合流点一帯はアイヌ語で「貝殻・の処・の傍」を意味する「セイオㇿサㇺ（sei-or-sam）」と呼ばれており、和人はこれに漢字をあて「凋寒（しぼさむ）」と呼んだ。
しかし、1904年（明治37年）に現在の根室本線にあたる鉄道が開通した際、池田仲博（徳川慶喜の五男）による「池田農場」の敷地内に駅が設置され、池田駅と命名された。
その後、村名についても、1913年（大正2年）4月1日に川合村への改称を経て、1926年（大正15年）7月1日の町制施行時に「池田」を町名とした。

## 歴史
1879年（明治12年）に山梨県出身の武田菊平が入植、その後1896年（明治29年）に開墾が始まり、前述の「池田農場」や高島嘉右衛門による「高島農場」が設置された。
- 1899年（明治32年） 凋寒外13カ村戸長役場が設置される。
- 1906年（明治39年）4月1日 凋寒村（しぼさむ）、蝶多村（ちょうた）、十弗村（とおふつ）、様舞村（さままい）、誓牛村（ちかうし）、信取村（のぶとり）、蓋派村（けなしは）、居辺村（おりべ）が合併。凋寒村となる。
  - このころの凋寒村の中心は利別太（現在の利別）におかれていたが、利別太は十勝川と利別川の合流点にあたり、十勝地方の和人による開拓においては水運による物資輸送の中継地点として大きく栄えた場所であり、役場や学校も置かれていた[7]。鉄道開通直後の1906年（明治39年）末当時の凋寒村の人口は7,165人であり、同時点の帯広町の人口（4,249人）をも凌ぐ、十勝1位の規模であった[8]。
- 1913年（大正2年）4月1日 川合村（かわあい[3]）に改称。同年、村内の大字を以下のように改称。
凋寒村 → 川合村、蝶多村 → 千代田村、十弗村 → 東台村（とうだい）、誓牛村 → 近牛村、蓋派村 → 大森村
- 1925年（大正14年）4月1日 士幌村（現士幌町）に一部を分割。
- 1926年（大正15年）7月1日 町制施行、池田町に改称。
- 1933年（昭和8年）6月1日 大字居辺村の一部（下居辺地区）を士幌村へ編入。
- 1939年（昭和14年） 町内の大字を行政字とした上で、以下のように再編。
  - 川合村 → 西1条・西2条、東1条・東2条、大通1 - 14丁目、大通南1丁目、川合、旭川、利別、清見、豊田、青山
  - 千代田村 → 千代田
  - 東台村 → 東台、富岡、昭栄
  - 様舞村 → 様舞
  - 近牛村 → 近牛
  - 信取村 → 信取、美加登
  - 大森村 → 大森、高島
  - 居辺村 → 常盤
- 1947年（昭和22年）12月31日 一部を幕別町へ編入。
- 1954年（昭和29年）8月17日 釧路市から帯広市に向かう昭和天皇、香淳皇后のお召し列車が池田駅に停車。駅前奉迎が行われた[9]。
- 1963年（昭和38年）全国の自治体で初めて酒類試験製造免許を取得[10]。
- 1964年（昭和39年）池田町ブドウ・ブドウ酒研究所設立[10]。
- 2005年（平成17年）DCTgarden IKEDA設立。

## 経済

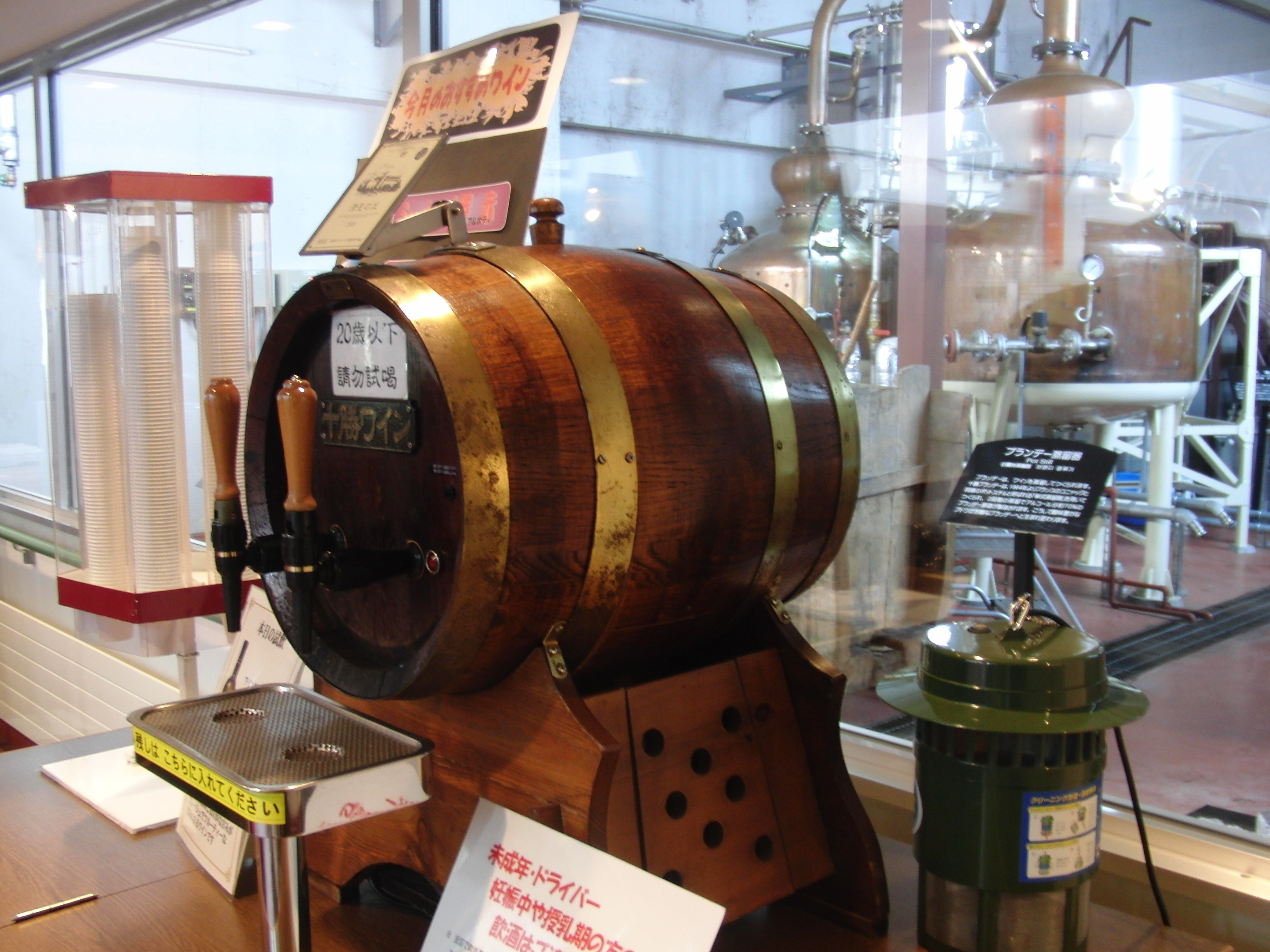
いけだワイン城の十勝ワイン試飲

### 産業
農業
畑作はインゲンマメや小豆などの豆類、テンサイ、ばれいしょが中心。タマネギ、ネバリスター等の野菜の作付けも増えている。畜産は肉用牛が主だが、酪農も行われる。またブドウの耐寒性品種の栽培も行われており、町営工場でワインも製造され十勝ワインの名で知られる。小規模ながら水田もある。

### 立地企業
- 池田ワイン製菓株式会社
- 株式会社とかち麺工房
- 十勝製餡株式会社
- 北海道新聞社池田支局
- 十勝毎日新聞社池田支局
- 株式会社イエローファイブ

### 組合
- 十勝池田町農業協同組合（JA十勝池田町）
- 北海道農業共済組合（NOSAI北海道）池田家畜診療所
- 十勝広域森林組合池田事業所

### 郵便局

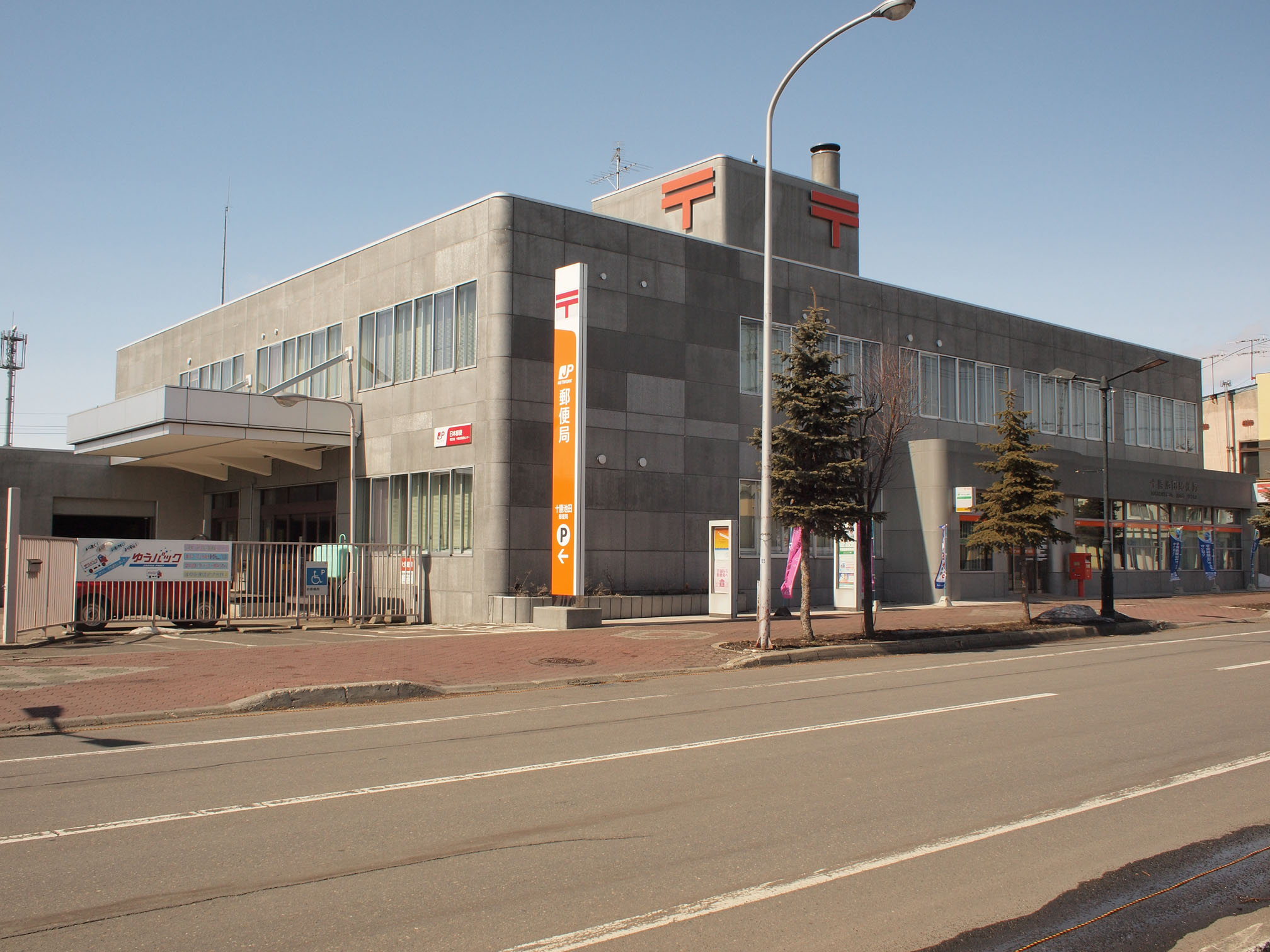
十勝池田郵便局

- 十勝池田郵便局（集配局）
- 十勝高島郵便局
- 利別郵便局

### 宅配便
- ヤマト運輸：道東主管支店十勝池田センター
- 佐川急便：本別営業所（本別町）

## 官公署
国の機関
財務省
- 国税庁札幌国税局
  - 十勝池田税務署

厚生労働省
- 北海道労働局
  - 帯広公共職業安定所池田分室（ハローワーク池田）

国土交通省
- 北海道開発局帯広開発建設部
  - 池田河川事務所
  - 十勝川下流防災施設（十勝川資料館）

道の機関
- 十勝総合振興局森林室池田分室

## 公共機関

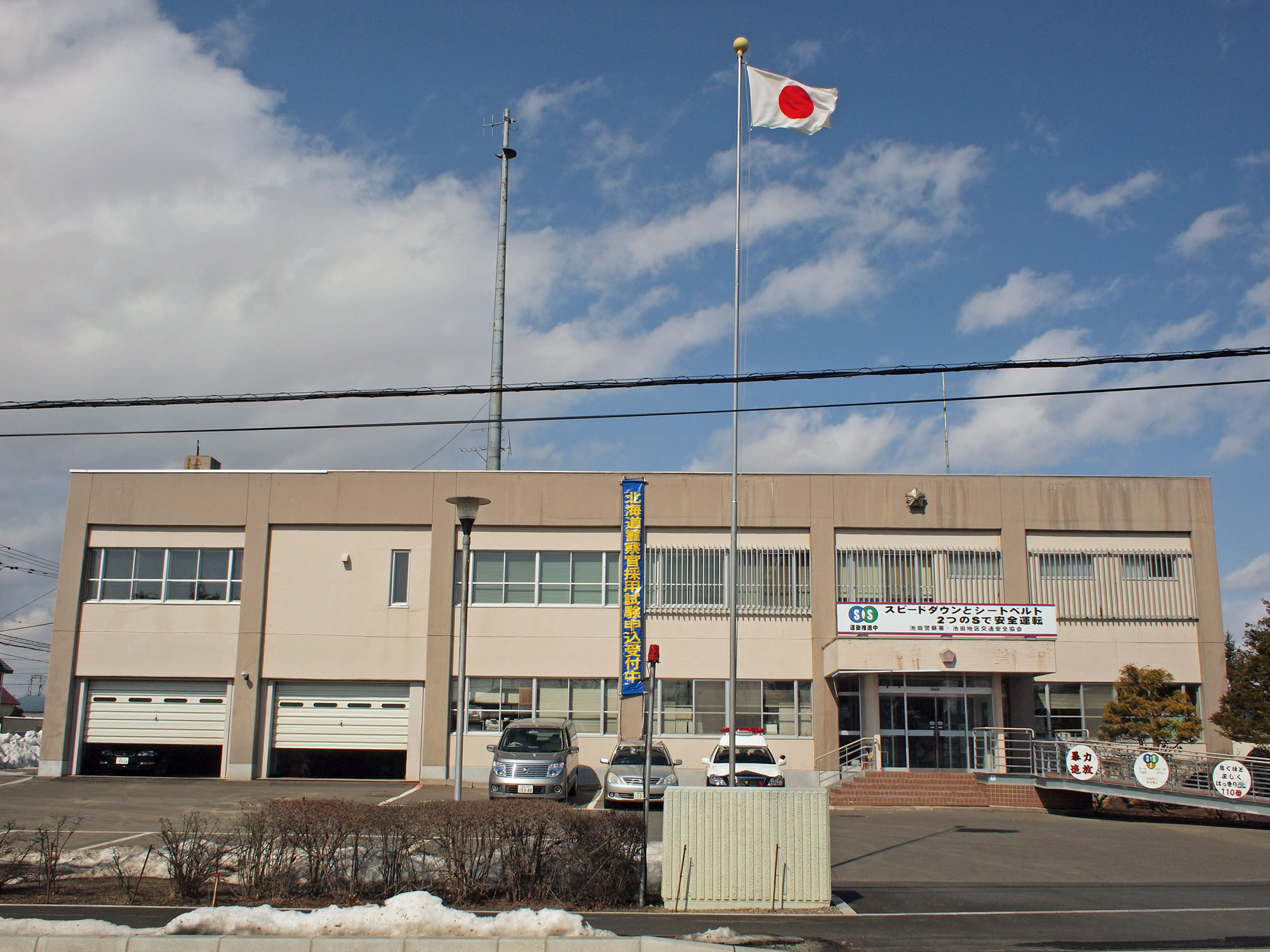
池田警察署

### 警察
- 池田警察署[11]
  - 本署
  - 利別駐在所
  - 高島駐在所

### 消防
- とかち広域消防事務組合池田消防署

## 姉妹都市・提携都市

### 海外
- 姉妹都市
  -  ペンティクトン（カナダ、ブリティッシュコロンビア州）BC州の内陸にありワイン産地として有名なオカナガン地方にある都市

### 国内
- 姉妹都市
  - 池田市 （大阪府）
  - 池田町 （長野県）
  - 池田町 （岐阜県）
  - 池田町 （福井県）
  - 三好市（徳島県）（旧・池田町）
  - 池田町 （香川県）（現・小豆島町）

## 教育
- 高等学校
  - 北海道池田高等学校（道立）
- 中学校
  - 池田
- 小学校
  - 池田、高島

## 交通

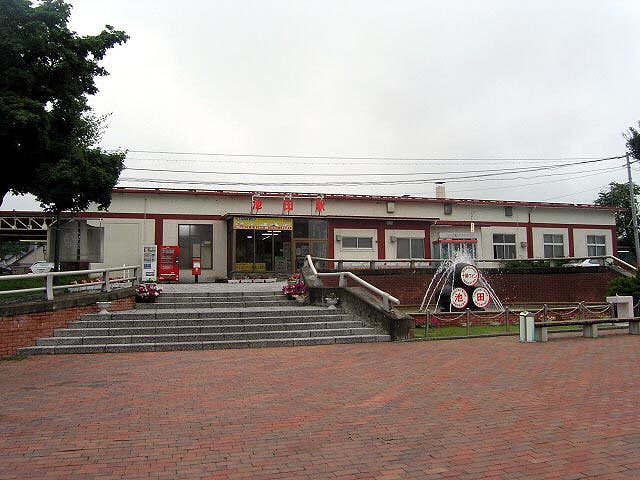
池田駅

### 空港
- 帯広空港 （帯広市）

### 鉄道
北海道旅客鉄道（JR北海道）
- 根室本線 : 利別駅 - 池田駅

#### 廃止された鉄道・軌道
北海道ちほく高原鉄道
- ふるさと銀河線（2006年4月21日廃止）：池田駅 - 様舞駅 - 高島駅 - 大森駅

殖民軌道居辺線
戦前、池田町高島から士幌町下居辺まで殖民軌道が存在した。十勝管内で実際に殖民軌道建設に至ったのは居辺線のみであり、大変貴重な存在である。居辺線は馬力線であり、建設当初45両の台車を使用し、最盛期には年間2000トン程度の輸送実績があった。高島駅前から西へ曲がり、高島橋で併用軌道となり利別川を越えていた。その後、北へ曲がり、ペンケ川に近い進路を通って河東郡士幌町の下居辺地区（現在のしほろ温泉）へ通じていた。1941年（昭和16年）頃から輸送量が激減し、戦後はほとんど使用されなくなった。
2008年（平成20年）時点では途中停車場や線路の遺構はほとんど失われている。停車場はバス停のような簡易的な作りであり、現代の鉄道で考えられる駅とは全く異なるものであったと考えられる。

### バス
- 十勝バス（池田案内所を設置[12]） - 帯広市方面、本別町・足寄町・陸別町方面（ふるさと銀河線代替路線）
- 網走観光交通 - 阿寒湖温泉方面「まりもエクスプレス帯広号」[13]
- 池田町コミュニティバス「あいバス」[14]

### 道路
- 高速道路
  - 道東自動車道池田IC
- 一般国道
  - 国道242号
- 都道府県道
  - 北海道道31号音更池田線
  - 北海道道73号帯広浦幌線
  - 北海道道236号勇足池田線
  - 北海道道237号池田停車場高島線
  - 北海道道496号下居辺高島停車場線
  - 北海道道882号利別牛首別線
  - 北海道道974号東台留真線

### タクシー
- ワインタクシー

## 名所・旧跡・観光スポット・祭事・催事

### 町の文化財
- 十日川5遺跡出土遺物 - 近牛郷土資料館
- 林務署遺跡出土遺物 - 近牛郷土資料館
- 池田3遺跡出土遺物 - 近牛郷土資料館

### 観光
- 清見ヶ丘公園
- 千代田堰堤

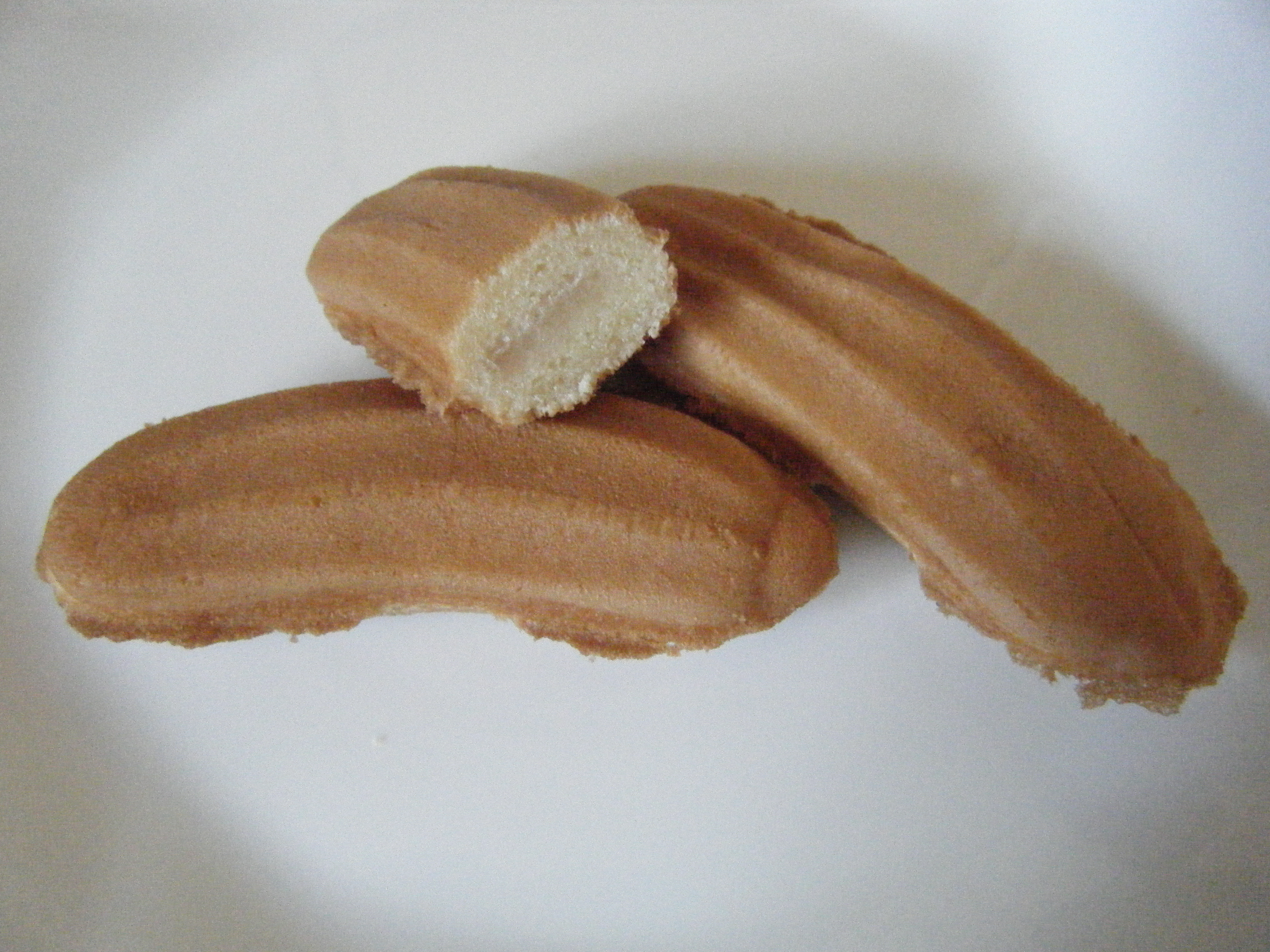
バナナ饅頭

- 池田町ブドウ・ブドウ酒研究所（いけだワイン城）
  - DCTgarden IKEDA（Dreams Come True博物館）
- キャスルランドいけだ
- まきばのいえ

### 祭り
- 秋のワイン祭り（10月）
- いけだでナイト

## 池田町が舞台（ロケ地）となった作品
ドラマ
- 『なつぞら』

## 著名な出身者
- 美濃政市 - 政治家
- 丸谷金保 - 政治家、元池田町長・参議院議員、ワイン町長として有名
- 丸谷智保 - セコマ会長、丸谷金保の長男
- 吉田美和 - 歌手、DREAMS COME TRUE[15]
- 大和田夏希 - 漫画家
- 島本和彦 - 漫画家
- 佐藤秀峰 - 漫画家、『ブラックジャックによろしく』など。
- 十河政則 - ダイキン工業社長、関西経済連合会副会長
- 鳥宮暁秀 - 書家、十勝野の開拓に尽力した依田勉三の生涯を描いた映画「新しい風 ～若き日の依田勉三～」タイトル揮毫等
- 前田睦彦 - スピードスケート選手、1968年グルノーブルオリンピック・1972年札幌オリンピックに出場
- 及川佑（ゆうや） - スピードスケート選手、2006年トリノオリンピック、2010年バンクーバーオリンピックに出場
- 長島圭一郎 - スピードスケート選手、トリノオリンピック、バンクーバーオリンピックに出場
- 田中康平 - サッカー選手
- 松岡禎丞 - 声優
- 木呂子敏彦- 農業家、教育者、アイヌ史研究家、編集者
- 西條奈加 - 小説家
- 村瀬継蔵 - 怪獣造形作家、造形美術会社『有限会社ツエニー』会長

## ゆかりのある著名人
- Kiroro - 沖縄県中頭郡読谷村出身の二人組の音楽グループ。玉城が小学生時代に地域交流で北海道池田町へ行った際、なんとなく耳に残ったアイヌ語がグループ名の由来。
- 冲方丁 - 福島第一原子力発電所事故により、自宅のある福島市から妹と母の住む池田町に避難していた際､定住の意思を示していた事がある｡